# 我家有喜
《我家有喜》，改编自韩剧《传闻中的七公主》，是湖南卫视與上海创翊文化于2012年出品的電視劇。共分上部《我家有喜》和下部《非常有喜》。《我家有喜》上映时间：2012年9月11日至09月24日，《非常有喜》上映时间：2012年9月25日至10月14日。湖南卫视金鹰独播剧场播出。

## 剧情介绍
父亲白尚武是军人出身，从小对四个女儿要求严格，采取军事化管理，希望四个女儿都能女承父业成为军人，没想到女儿们却一个个都与他的设想背道而驰。最放心的大女儿白金喜突然离婚再婚，最优秀的二女儿白木喜决定离开军校转战婚纱设计，最头疼的三女儿白水喜一心想成大明星遭遇丑闻诽谤，最懂事的四女儿白欢喜也因成绩不好几年考不上理想大学。白尚武固执的利用霸权操纵者女儿们的学业事业生活情感，一连串的父女冲突激烈的在白家慢慢展开，最终四个女儿都不负父望，赢得幸福。

## 播出時間

### 首播
| 頻道     | 所在地   | 播映日期      | 播出剧场     | 播出時間                                                            | 備註 |
| -------- | -------- | ------------- | ------------ | ------------------------------------------------------------------- | ---- |
| 湖南衛視 | 中国大陆 | 2012年9月11日 | 金鹰独播剧场 | 每周日至周四19:30 - 22:00三集连播 每周五、周六19:30 - 20:10一集播出 |      |

## 演員陣容

### 主要角色
| 演員   | 角色   | 介紹 |
| 刘威   | 白尚武 | 白金喜、白木喜、白水喜、白欢喜的爸爸 夏茗的老公。孙凤美、牛二的女婿。刘明辉、林英雄、程舒航、冷康城的岳父，凌峰的前岳父。跳跳的外公。軍人，後成為保安。 |
| 刘瑞琪 | 夏茗   | 白金喜、白木喜、白水喜、白欢喜的妈妈。白尚武的老婆。孫凤美的女兒，牛二繼女兒。刘明辉、林英雄、程舒航、冷康城的岳母。凌峰的前岳母。跳跳的外婆。 |
| 万茜   | 白木喜 | 白家老二，林英雄在軍校的教官，後成為其妻子。初为軍人，后为婚纱设计师。白尚武、夏茗的女兒。白金喜的妹妹，白水喜、白欢喜的姐姐。孙凤美的外孫女，牛二的繼外孫女。跳跳的二姨。暗戀程舒航，後因水喜介入，而放棄。胡萊在軍校的教官，後成為同事，因離開軍校，而跟胡萊成為前同事。羅浩的相體、追求對象。「姊妹烘培屋」股東之一。 |
| 李佳航 | 林英雄 | 木喜在軍校的學生，後成為其丈夫。白尚武、夏茗女婿。孙凤美外孙女婿。林氏集团董事长，林致遠的兒子，唐婉的繼兒子。白金喜的妹夫，白水喜、白欢喜的姐夫。跳跳的二姨丈。胡萊在軍校的同學，後成為好朋友。任天野、悠悠的上司。 |
| 海陆   | 白水喜 | 白家老三。程舒航的妻子。白尚武、夏茗的女兒。白金喜、白木喜的妹妹，白欢喜的姐姐。跳跳的三姨。「姊妹烘培屋」股東之一。前為醫院護士，後為「物物購」主持人，再後來成為大明星。 |
| 高梓淇 | 程舒航 | 水喜丈夫。白金喜、白木喜的妹夫，白欢喜的姐夫。白尚武、夏茗女婿，孫凤美的外孫女婿。廣告策劃總監。在「物物購」工作，後因水喜而離開「物物購」。後到「高山流水」工作，因為與林英雄合作，而離開「高山流水」。父母车祸而死，由舅舅孔四海养大。韩芷苓前男友。跳跳的三姨丈。                                                     |

### 其他角色
| 演員   | 角色   | 介紹 |
| 李舒桐 | 白金喜 | 白家老大，劉明輝的妻子，後離婚，再與凌峰結婚，後離婚，再與劉明輝复婚，跳跳的母親，白木喜、白水喜、白欢喜的姐姐，白尚武、夏茗的女兒，孙凤美的外孫女，牛二的繼外孫女。與刘明輝離婚後，开了「姊妹烘焙屋」，「姊妹烘培屋」股東之一。 |
| 黃佶程 | 跳跳   | 白金喜和劉明輝的兒子。白尚武和夏茗的外孫。孫凤美是他太外婆。白木喜、白水喜、白歡喜、林英雄、程舒航的姨甥。 |
| 關雪盈 | 白歡喜 | 白家小妹,冷康城妻子，冷芙蓉的兒媳婦，白金喜、白木喜、白水喜、的妹妹，白尚武、夏茗的女兒，孙凤美的外孫女，牛二的繼外孫女，跳跳的四姨。準備考跨國公司時，就意外怀孕，後來就到冷芙蓉開的燒烤店工作。「姊妹烘培屋」股東之一。        |
| 方青卓 | 孫鳳美 | 白金喜、白木喜、白水喜、白欢喜的外婆。白尚武的岳母、夏茗的母亲。牛二的老婆。劉明輝、林英雄、程舒航、冷康城的外太岳母。 |
| 馬仑   | 牛二   | 孫凤美的第二個老公。白尚武的繼岳父，夏茗的繼父。白金喜、白木喜、白水喜、白欢喜的繼外公。劉明輝、林英雄、程舒航、冷康城的繼外太岳父。                                                                                             |
| 李芳雯 | 冷芙蓉 | 康城媽媽。白欢喜奶奶。白尚武、夏茗的親家。「芙蓉燒烤」店的老闆，與康正生未婚產子。後為孔四海妻子。視康正生為仇人，後化敵为友。初時姓名為李春嬌。                                                                                 |
| 李東霖 | 孔四海 | 舒航舅舅，後娶了冷芙蓉。在冷芙蓉的燒烤店工作。視康正生為仇人，後化敵為友。 |
| 馬光澤 | 劉明輝 | 金喜的老公，後離婚，後再复婚。跳跳爸爸。白尚武、夏茗女婿，孫凤美外孫女婿。白木喜、白水喜、白欢喜的姐夫。 |
| 洪連城 | 冷康城 | 歡喜老公，跳跳的四姨丈，冷芙蓉的兒子，白尚武、夏茗的女婿。孫凤美的外孫女婿。白金喜、白木喜、白水喜的妹夫。孔四海的繼子。律師。                                                                                                   |
| 李欣聰 | 蘇樂樂 | 富家女，喜歡林英雄，胡來之女友。「天馳集團」董事长的女兒，曾在「林氏集团」工作。 |
| 魏巍   | 胡莱   | 林英雄軍校同學,後为其好友。後成為軍校老師。追求蘇樂樂，後為樂樂之男友 |
| 彭杨   | 韓芷苓 | 程舒航的在外國讀書時的女友，後分手。分手後在「物物購」成為同事。後程舒航離開「物物購」，成為前同事。彩虹姐的前上司。不斷破坏程舒航與白水喜的關係。「物物購」當总监。                                                             |
| 王子   | 彩虹姐 | 與白水喜是好朋友。之前在「物物購」工作，後因白水喜離开「物物購」，她也因此离开，後為她的經理人。 |
| 潘晓莉 | 蔡月   | 「蔡月婚纱」店的負責人。在白木喜轉行成为婚纱设计师時，成为她的上司和婚纱设计的老师。 |
| 程杰   | 罗浩   | 白尚武希望他成为自己的二女婿。追求白木喜，喜欢白木喜。 |
| 田雯   | 悠悠   | 「林氏集团」員工，林英雄的助理。 |
| 張复建 | 林致遠 | 林英雄父亲，「林氏集团」創始人。唐婉的男友。白尚武、夏茗的親家。 |
| 郭超   | 凌峰   | 白金喜與刘明輝離婚後的老公，後與白金喜離婚。藝術家，畫家。 |
| 張月   | 唐婉   | 林致遠的女友，林英雄的繼母。 |
| 王峰   | 任天野 | 「林氏集团」的經理，悠悠的上司，林英雄的下屬。 |
| 徐敏   | 蘇建業 | 蘇樂樂的父亲。「天弛集团」的董事长。與林致遠亦敵亦友。 |
| 王建新 | 康正生 | 冷康城的親生父亲，白欢喜的老爺。冷芙蓉、孔四海的仇人，後為好友。 |
| 張睿   | 路安迪 | 大明星。水喜追求者，後成为她的好友。 |
| 李晟   | 店員   | (客串)在商场一家商店中賣手袋的。 |
| 麥迪娜 | 劉經理 | (客串)商场經理 |

## 音樂
- 插曲：離開 Out Of Here（MC HotDog 熱狗 / 張震嶽 A-Yue）

## 收視率
(由csm数据参考而来，收视率包括全天收视指数和市场(收视)份额参数)
| 平台     | 平均收视率 | 平均市場份額 | 全年排名 |
| 湖南衛視 | 1.300      | 6.25         | 28       |

## 製作人員
- 导演：丁仰国
- 编剧：张佳、潇雅、袁理方、李正虎

## 作品的變遷
| 中国大陆 湖南衛視 金鷹獨播劇場 周日至周四晚19:30-22:00三集连播 周五至周六19:30-20:10一集播出 | 中国大陆 湖南衛視 金鷹獨播劇場 周日至周四晚19:30-22:00三集连播 周五至周六19:30-20:10一集播出 | 中国大陆 湖南衛視 金鷹獨播劇場 周日至周四晚19:30-22:00三集连播 周五至周六19:30-20:10一集播出 |
| -------------------------------------------------------------------------------------------- | -------------------------------------------------------------------------------------------- | -------------------------------------------------------------------------------------------- |
|                                                                                              | 我家有喜 (2012年9月11日－10月14日)                                                           |                                                                                              |
| 童話二分之一 (2012年8月27日－9月10日)                                                        | 加油媽媽 (2012年10月14日－11月11日)                                                          |                                                                                              |